# NGC 4571
NGC 4571 est une galaxie spirale rapprochée et située dans la constellation de la Chevelure de Bérénice. Sa vitesse par rapport au fond diffus cosmologique est de 654 ± 23 km/s, ce qui correspond à une distance de Hubble de 9,64 ± 0,75 Mpc (∼31,4 millions d'al). NGC 4571 a été découverte par l'astronome germano-britannique William Herschel en 1787. Cette galaxie a aussi été observée par l'astronome allemand Arnold Schwassmann  le 23 novembre 1900 et elle a été inscrite à l'Index Catalogue sous la cote IC 3588.
La classe de luminosité de NGC 4571 est IV et elle présente une large raie HI. Elle renferme également des régions d'hydrogène ionisé.
NGC 4571 faisait partie des galaxies étudiées lors du relevé de l'hydrogène neutre de l'amas de la Vierge par le Very Large Array. Les résultats de cette étude sont sur cette page du site du VLA.

## Morphologie

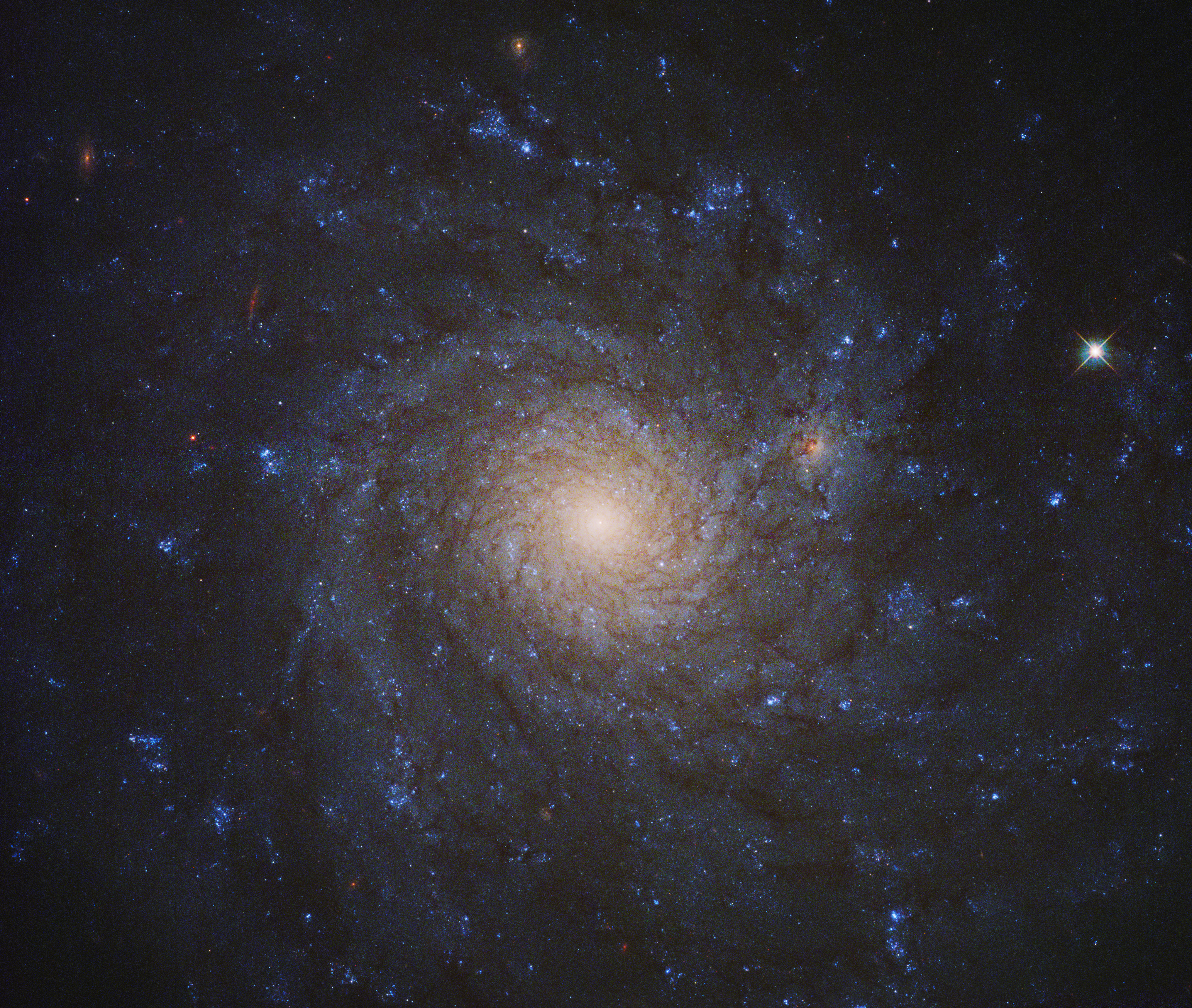
La galaxie NGC 4571 par le télescope spatial Hubble.

NGC 4571 a été utilisée par Gérard de Vaucouleurs comme une galaxie de type morphologique SA(r)c dans son atlas des galaxies,.
Eskridge, Frogel et Pogge ont publié un article en 2002 décrivant la morphologie de 205 galaxies spirales ou lenticulaires rapprochées. Les observations ont été réalisées dans la bande H de l'infrarouge et dans la bande B (le bleu). Selon Eskridge et ses collègues, NGC 4571 est de type S(r)c pec dans la bande B et Scd dans la bande H. Le vaste bulbe de NGC 4571 est circulaire et condensé au centre de la galaxie. Le bulbe est encastré dans une lentille intérieure. Un pâle motif spiralé à deux bras émerge de la lentille. L’intérieur des bras est assez bien défini, celui commençant au sud est bien défini sur 150°, puis il devient très peu lumineux et diffus. Il peut cependant être suivi sur un autre ~150°. Le bras nord est est bien défini sur ~270°, mais il présente plusieurs plis abrupts. Au-delà, il devient diffus et il est cependant visible sur encore ~90°.

### Un disque entourant le noyau
Grâce aux observations du télescope spatial Hubble, on a détecté un disque de formation d'étoiles autour du noyau de NGC 4448. La taille de son demi-grand axe est égale à 1260 pc (~4100 années-lumière).

## Distance de NGC 4571
À ce jour, 21 mesures non basées sur le décalage vers le rouge (redshift) donnent une distance de 16,124 ± 2,329 Mpc (∼52,6 millions d'al), ce qui est nettement à l'extérieur des valeurs de la distance de Hubble.
Cette galaxie, comme plusieurs de l'amas de la Vierge, est relativement rapprochée du Groupe local et on obtient souvent une distance de Hubble très différente en raison de leur mouvement propre dans le groupe où dans l'amas où elles sont situées. La distance de 16.124 Mpc est sans aucun doute plus près de la réalité. Selon ces deux mesures, NGC 4571 se dirige vers le centre de l'amas en direction de la Voie lactée. Notons que c'est avec la valeur moyenne des mesures indépendantes, lorsqu'elles existent, que la base de données NASA/IPAC calcule le diamètre d'une galaxie.

## Groupe de M60 et l'amas de la Vierge
NGC 4571 apparait dans une liste de 227 galaxies d'un article publié par Abraham Mahtessian. Cette liste comporte plus de 200 galaxies du New General Catalogue et une quinzaine de galaxies de l'Index Catalogue. On retrouve dans cette liste 11 galaxies du Catalogue de Messier, soit M49, M58, M60, M61, M84, M85, M87, M88, M91, M99 et M100.
Toutes les galaxies de la liste de Mahtessian ne constituent pas réellement un groupe de galaxies. Ce sont plutôt plusieurs groupes de galaxies qui font tous partie d'un amas galactique, l'amas de la Vierge. Pour éviter la confusion avec l'amas de la Vierge, on peut donner le nom de groupe de M60 à cet ensemble de galaxies, car c'est l'une des plus brillantes de la liste. L'amas de la Vierge est en effet beaucoup plus vaste et compterait environ 1300 galaxies, et possiblement plus de 2000, situées au cœur du superamas de la Vierge, dont fait partie le Groupe local,.
De nombreuses galaxies de la liste de Mahtessian se retrouvent dans onze groupes décrits dans un article d'A.M. Garcia, soit le groupe de NGC 4123 (7 galaxies), le groupe de NGC 4261 (13 galaxies), le groupe de NGC 4235 (29 galaxies), le groupe de M88 (13 galaxies, M88 = NGC 4501), le groupe de NGC 4461 (9 galaxies), le groupe de M61 (32 galaxies, M61 = NGC 4303), le groupe de NGC 4442 (13 galaxies), le groupe de M87 (96 galaxies, M87 = NGC 4486), le groupe de M49 (127 galaxies, M49 = NGC 4472), le groupe de NGC 4535 (14 galaxies) et le groupe de NGC 4753 (15 galaxies). Ces onze groupes font partie de l'amas de la Vierge et ils renferment 396 galaxies. Certaines galaxies de la liste de Mahtessian ne figurent cependant dans aucun des groupes de Garcia et vice versa.